# Cladiella arborea
Cladiella arborea is een zachte koraalsoort uit de familie Alcyoniidae. De koraalsoort komt uit het geslacht Cladiella. Cladiella arborea werd in 1954 voor het eerst wetenschappelijk beschreven door Utinomi. 